# Diacetato di alluminio
Il diacetato di alluminio, noto anche come diacetato basico di alluminio è un organometallo contenente alluminio in stato di ossidazione 3+ di formula Al(CH3COO)2OH. In condizioni standard appare come un solido bianco scarsamente solubile in acqua e dal carattere debolmente basico. Viene utilizzato come additivo inerte nella preparazione di pesticidi, come mordente nelle vernici e come componente di rivestimenti impermeabilizzanti ed ignifughi. Trova anche impiego nella formulazione di deodoranti ad azione antitraspirante.

## Uso terapeutico
Soluzioni a base di diacetato di alluminio possiedono proprietà astringenti ed antibatteriche. Tali medicamenti vengono impiegati come agenti antisettici topici, sia per cute sana che danneggiata, dal momento che la scarsa solubilità del composto ne scongiura l'assorbimento. Impacchi di diacetato di alluminio in soluzione sono indicati per il trattamento di ferite purulente, in particolare nel caso di infezioni causate da agenti patogeni come l'impetigine e il pemfigo